# Jevgenyij Arnoldovics Helimszkij
Jevgenyij Arnoldovics Helimszkij (oroszul: Евгений Арнольдович Хелимский; Odessza, 1950. március 15. – Hamburg, 2007. december 25.) orosz nyelvész, az észak-eurázsiai nyelvek, főként az uráli nyelvek kutatója, a bölcsészettudomány doktora, utolsó éveiben a Hamburgi Egyetem tanára.

## Életútja
A Moszkvai Állami Egyetem strukturális- és alkalmazott nyelvészeti szakán végzett 1972-ben, többek között A. I. Kuznyecova tanítványaként. Évekkel későbbi kandidátusi disszertációjában az ugor – köztük a magyar – és a szamojéd nyelvek ősi párhuzamaival, ezek lehetséges magyarázatával foglalkozott. A tudományos akadémia Szlavisztikai és Balkanisztikai Intézetében dolgozott 1992 szeptemberéig. 1992–1998 között az Oroszországi Állami Humán Egyetem (orosz rövidítése: РГГУ) előadó tanára volt, hallgatóival részt vett a szibériai enyeceknél és nganaszanoknál járt expedícióban. 1994–1995-ben angol nyelvű előadásokat tartott az Eötvös Loránd Tudományegyetemen. 1998-ban a hamburgi egyetem tanára lett; Németországban telepedett le és haláláig a hamburgi egyetem Finnugrisztikai és Uralisztikai Intézetének vezetője maradt.

## Munkássága
Számos nyelvészeti kutatóutat tett, illetve szervezett a Szibériában élő kis létszámú népekhez. Terepmunkáin elsősorban a Tajmir- és a Jamal-félsziget és vidékeinek őslakossága, a szamojéd népek történetét és nyelvét kutatta. Egyik társszerzője a szintén terepmunka eredményeként született Vázlatok a szölkup nyelvről című munkának, mely jelentősen gazdagította a nyelvtudomány korábbi ismereteit erről a nyelvről. Ugor-szamojéd párhuzamosságokat talált a nyelvtanban és a szókincsben, rámutatott a magyar nyelv hangtörténetének egyes törvényszerűségeire és ezek lehetséges magyarázatára is. Felkutatta a szibériai kihalt déli szamojéd nép, a matorok még fellelhető nyelvi anyagát, közzétette a nyelv szótárát és nyelvtanát. Foglalkozott a szamojédek sámánizmusával is.
Munkásságának fontos területe volt a komparativisztika (összehasonlító nyelvészet). Az uráli nyelvek rokonsági kapcsolatain kívül tudományos érdeklődése a paleoszibériai nyelvekkel és a feltételezett nosztratikus nyelvvel való kapcsolatukra is kiterjedt. Egy sor uráli, indoeurópai és nosztratikus etimológiát közölt, javasolta a hagyományos uráli genetikai családfa-elmélet módosítását.
Kutatási eredményeiről írt munkáit Komparatisztika, uralisztika: előadások és cikkek címmel 2000-ben megjelent könyvében gyűjtötte egybe. Vizsgálódásainak kiindulópontja többnyire a szamojéd Északon végzett terepmunkája volt.
Könyve öt részből áll, az egyes részekben a szamojéd népek és nyelvek, valamint az uralisztika, az altajisztika, a szlavisztika és a nosztratikus nyelvek körébe tartozó, illetve ezek kapcsolataival foglalkozó írások kaptak helyet.
A Joskar-Olában 2005-ben rendezett X. Nemzetközi Finnugor Kongresszuson Gerhard Friedrich Müller Oroszországban élő német, 18. századi történész és földrajztudós, Szibéria történetének kutatója születésének 300. évfordulója alkalmából kerekasztal beszélgetést szervezett. 2006 májusában Budapesten részt vett az MTA Nyelvtudományi Intézete szamojéd nyelvekkel foglalkozó szemináriumán.

## Főbb műveiből
- Очерки по селькупскому языку: Тазовский диалект. Ч. 1-3. М., 1980, 1993, 2002 (соавторы: А. И. Кузнецова и др.).

(Vázlatok a szölkup nyelvről: Tazi nyelvjárás. 1980, 1993, 2002; egyik társszerzője Helimszkij korábbi egyetemi tanára, A. I. Kuznyecova.)
- Древнейшие венгерско-самодийские языковые параллели: Лингвистическая и этногенетическая интерпретация. М., 1982.

( Az ősi magyar-szamojéd egyezésekről, 1982)
- The Language of the First Selkup Books. Szeged, 1983 – (Studia Uralo-Altaica 22).
- Die matorische Sprache. Wörterverzeichnis – Grundzüge der Grammatik – Sprachgeschichte unter Mitarbeit von Beáta Nagy = Studia Uralo-Altaica 41, Szeged, 1997
- Компаративистика, уралистика: Лекции и статьи. М., 2000.

(Komparativisztika, uralisztika: előadások és cikkek, 2000)
- Самодийско-тунгусо-маньчжурские лексические связи. М.: Языки славянской культуры, 2007 (соавтор: А. Е. Аникин).

(Szamojéd-tunguz-mandzsú lexikai kapcsolatok, 2007; társszerző: A. Je. Anyikin)
- A szamojéd népek vázlatos története. In: Nanovfszky György (szerk.): A finnugorok világa, Budapest - Moszkva, Teleki László Alapítvány, 1996, 79-89.

## Magyarul
- Eugen Helimszkij: A szamojéd népek vázlatos története; ford. Katona Erzsébet; ELTE Finnugor Tanszék–Numi-Tórem Finnugor Alapítvány, Bp., 1996 (Budapesti finnugor füzetek)